# Herbert Müller (Maler, 1910)
Herbert Müller (* 6. April 1910 in Daube; † 2001 in Dresden) war ein deutscher Maler.

## Leben und Werk
Müller studierte von 1928 bis 1932 in der Meisterklasse Gebrauchsgrafik der Staatlichen Akademie für Kunstgewerbe Dresden bei Paul Hermann und Arno Drescher und 1932 bis 1939 u. a. bei Ferdinand Dorsch und Max Feldbauer an der Akademie für Bildende Künste Dresden. Er schloss als Meisterschüler ab. 
In der Zeit des Nationalsozialismus war Müller obligatorisch Mitglied der Reichskammer der bildenden Künste. Von 1943 bis 1945 nahm er als Soldat der Wehrmacht am Zweiten Weltkrieg teil.  Bis 1946 war er in Kriegsgefangenschaft in Besancon. 1945 verlor Müller bei einem Bombenangriff auf Dresden nahezu sein gesamtes Werk. Von 1946 bis 1953 und wieder ab 1969 arbeitete Müller als freischaffender Maler in Dresden. Er war Mitglied im Verband Bildender Künstler der DDR und nahm 1953 an der Dritten Deutschen Kunstausstellung in Dresden teil.
Müller war vor allem Aquarellist, der seine Motive im Dresdener Umland und auf Studienreisen fand. Er gehörte zum Freundeskreis um den Kunstsammler Friedrich Pappermann und unterhielt freundschaftliche Beziehungen u. a. zu Curt Querner, Hainz Hamisch, Bernhard Kretzschmar, Hildegard Stilijanov, Albert Wigand und Fritz Tröger. Mit Bernhard Kretzschmar und Hildegard Stilijanov unternahm er 1966 eine Studienreise.

## Werke (Auswahl)
- Venedig/Canale Grande (1938, Aquarell)[2]
- Französische Landschaft (1946, Aquarell)[3][4]
- Fischerhafen auf Hiddensee (1951, Aquarell)[5][4]
- Winter an der Elbe/Niederpoyritz (Aquarell, 50 × 65 cm; auf der Dritten Deutschen Kunstausstellung)[6]

## Ausstellungen (unvollständig)

### Einzelausstellungen
- 1980 Dresden, Galerie Kunst der Zeit (Aquarelle und Zeichnungen)
- 1986: Rossendorf, Zentralinstitut für Kernforschung
- 1997 Dresden, Kunstausstellung Kühl (Aquarelle und Zeichnungen; mit Ingo Kraft)
- postum 2015 Dresden, Kunstausstellung Kühl im Skulpturengarten Weißer Hirsch („Der Aquarellist Herbert Müller“)

### Sicher belegte Teilnahme an Ausstellungen in der Zeit des Nationalsozialismus
- 1943: Dresden, Brühlsche Terrasse („Große Dresdner Kunstausstellung“)
- 1943: Dresden, Brühlsche Terrasse („Kunstausstellung Gau Sachsen“)